# Dasypus kappleri
L'armadillo maggiore (Dasypus kappleri) è una specie di armadillo sudamericana.

## Distribuzione e habitat
Questa specie è diffusa ad est delle Ande dalla Colombia meridionale al Brasile nord-orientale, dove preferisce colonizzare aree con fitto sottobosco e possibilmente nei pressi di ruscelli o paludi.
Se ne contano due sottospecie:
- Dasypus kappleri kappleri
- Dasypus kappleri pastasae

## Aspetto e comportamento
È molto somigliante all'armadillo a 9 fasce, rispetto al quale ha dimensioni maggiori (più di 1 m di lunghezza, fino a 15 kg di peso, da qui il nome portoghese della specie di tatu de quinze quilos) e in proporzione ha la testa più piccola rispetto al corpo.
Caratteristica unica nel genere Dasypus, questi animali possiedono fino a tre escrescenze ossee appuntite sulle articolazioni delle zampe posteriori, il che permette loro di camminare nelle loro tane sulle ginocchia.
Se minacciato o eccitato, l'armadillo maggiore secerne da apposite ghiandole un secreto dal forte odore muschiato.